# Osvaldo Vargas
Osvaldo Daniel Vargas Gómez (* 9. Oktober 1957 in Papudo) ist ein ehemaliger chilenischer Fußballspieler. Der Abwehrspieler absolvierte drei Länderspiele für Chiles Nationalmannschaft, in denen er ein Tor erzielte.

## Karriere

### Verein
Osvaldo Vargas, auch aufgrund seines Geburtsortes Papudo genannt, begann seine Karriere 1976 bei Unión La Calera in der Segunda División. 1979 wechselte der Verteidiger zum CD O’Higgins, für den er sechs Jahre spielte und 140 Ligaeinsätze aufweist. Mit O’Higgins nahm er drei Mal an der Copa Libertadores teil. In der Primera División trug Vargas 1986 das Trikot von Unión Española, 1987 von den Rangers de Talca, 1988 bis 1989 von Deportes Valdivia, 1990 von Deportes Concepción, 1991 von den Santiago Wanderers und 1992 bei Deportes Antofagasta. Zudem sammelte Papudo Auslandserfahrungen in Argentinien bei Gimnasia y Esgrima La Plata, in Ecuador beim CD Filanbanco und in Venezuela beim AC Minervén FC. 1993 beendete Vargas seine Karriere beim chilenischen Zweitligisten Deportes Puerto Montt.

### Nationalmannschaft
Osvaldo Vargas lief zwischen August 1980 und August 1981 in drei Länderspielen für Chile auf. Er debütierte im August 1980 beim 0:0-Unentschieden im Freundschaftsspiel gegen Uruguay und spielte zuletzt im März 1981 beim 2:1-Erfolg im Freundschaftsspiel gegen Kolumbien, als er für Eduardo Bonvallet eingewechselt wurde. Sein einziges Länderspieltor erzielte der Verteidiger beim 2:2-Unentschieden gegen Argentinien, als er kurz vor der Halbzeitpause den 1:2-Anschlusstreffer erzielte.